# 비디오 게임 주변기기
비디오 게임 주변기기(Video game accessory, 비디오 게임 액세서리)는 비디오 게임기를 사용하는 데 필요하거나 사용자의 경험을 향상시키는 장치이다. 콘솔 자체 이외의 부품 모두를 가리키는 단어로, 컨트롤러, 기억 장치, 전원 어댑터 (AC), 오디오 및 비디오 케이블이 이에 해당한다.

## 종류

### 게임 컨트롤러
가장 흔한 비디오 게임 부가장치는 게임을 플레이하는 데 사용하는 컨트롤러이다. 퐁과 같은 초창기의 게임들 이래로 컨트롤러는 시대에 따라 모양과 쓰임새가 달라지며 발전했으며, 방향 조정을 포함한 많은 종류들의 조작을 행한다.
방향 조작 중 한 예는 십자 패드를 들 수 있다. 십자 패드는 더하기 부호 모양에 4개의 끝을 눌러 각각 사방 (위, 아래, 왼쪽, 오른쪽)에 대응된다. 닌텐도 게임기 시리즈에선 초대 패밀리 컴퓨터부터 계속 유지한 컨트롤러의 중요 요소이다. 또다른 컨트롤러 요소로 360ْ 방향 조절에 이용하는 아날로그 스틱이 있다. 어떤 방향으로든 플레이어가 직접 겨냥할 수 있도록 설계된 것으로 캐릭터의 조작 이외에 카메라 조정에도 이용된다. 아날로그 스틱은 1970년대 콘솔들에서 원시적인 형태가 선보였으며, 1996년 콘솔 닌텐도 64를 기점으로 현대 콘솔 컨트롤러의 핵심이 됐다.

### 메모리 카드
초기 콘솔들은 게임 데이터 저장을 위한 부가적 기억 장치를 지원하는 경우가 드물었고, 게임 카트리지 내부에 데이터를 저장할 수 있는 배터리를 장착하는 것이 일반적이었다. 1994년 발매된 콘솔 플레이스테이션은 '메모리 카드'라는 콘솔 전 게임에 사용 가능한 외부 기억 장치를 도입했다. 이는 EEPROM 메모리칩을 사용해 게임 내의 점수나 진행상황같은 중요한 정보를 저장하는 데 사용했다.

### 오디오/비디오 케이블

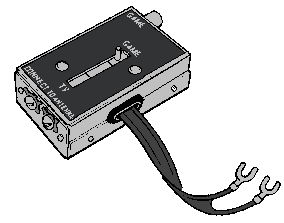
초기의 안테나 스위치 박스 형태

콘솔은 텔레비전과 같은 출력 장치에 연결하며, 이를 위해 게임상 화면과 소리를 처리하고 정보를 전달하는 수단이 필요하다. HD 송출수단으로 HDMI 케이블이 존재한다.

## 애드온
애드온(Add-on)은 콘솔과 별도로 판매하는 장치로, 본제품과 연결해 완전히 새로운 추가기능을 사용할 수 있게끔 하는 부품이다. 애드온의 역할로 기존 콘솔보다 가상 메모리를 더 사용하는 게임을 구동케 하는 것, 타 미디어 포맷의 게임을 가동하는 것, 게임 이외의 기능을 사용하도록 장치를 바꾸는 것 여러 종류가 있다.
NEC PC 엔진
- CD-ROM²
- 슈퍼 CD-ROM²
- 아케이드 카드

아타리 재규어
- 아타리 재규어 CD

메가 드라이브
- 슈퍼 32X
- 메가 CD (세가 CD)
- 세가 채널

패밀리 컴퓨터
- 알라딘 덱 인핸서
- 패미컴 3D 시스템
- 패미컴 데이터 레코더
- 패미컴 디스크 시스템
- 패미컴 모뎀

슈퍼 패미컴
- 사테라뷰
- 수파미 터보
- 슈퍼 게임보이
- 슈퍼 패미컴 CD-ROM 어댑터 (개발취소)

닌텐도 64
- 닌텐도 64DD
- 와이드보이64
- 익스팬션 팩

닌텐도 게임큐브
- 게임보이 플레이어

게임보이
- 게임보이 카메라

게임보이 컬러
- 싱어 IZEK 재봉틀[5]

게임보이 어드밴스
- 게임 아이 (개발취소)
- 닌텐도 e리더
- 플레이얀

엑스박스 360 및 엑스박스 원
- 엑스박스 360 HD DVD 플레이어
- 키넥트
  - 키넥트 펀 랩스

플레이스테이션 4
- 플레이스테이션 VR

## 참조

### 내용주
1. ↑  다른 말로 퍼리퍼럴 (peripheral)이라고 지칭하는데, 이 단어는 액세서리와 마찬가지로 '주변기기'라는 의미로 혼용해서 사용한다.